# Sukawening (Cipaku)
Sukawening is een bestuurslaag in het regentschap Ciamis van de provincie West-Java, Indonesië. Sukawening telt 2786 inwoners (volkstelling 2010).